# Epitet
Epitet (gr. ἐπίθετον epítheton – „przydawka”) – wyraz (przymiotnik, rzeczownik lub imiesłów) określający rzeczownik, np. „brzydkie kaczątko”, „słodki cukierek”, „niebezpieczny bandyta”, „tętniące myśli”. Jest figurą retoryczną i środkiem stylistycznym.

## Charakterystyka ogólna
Epitet ma wpływ na znaczenie wyrazu, do którego się odnosi. Jednak, w przeciwieństwie do określenia logicznego, nie zawsze poszerza je bądź zacieśnia, natomiast uwydatnia jakąś cechę przedmiotu, nadaje inny nieco odcień emocjonalny, określa stosunek wypowiadającego do danego przedmiotu albo zjawiska lub tylko służy ku ozdobie.
Częste użycie epitetów jest charakterystyczne zwłaszcza dla poezji nastrojowej, impresjonistycznej, nie tylko polskiej, ale także czeskiej. 
Ciemnozielony w mgle złocistej
wśród ciszy drzemie uroczystej
głuchy smrekowy las.
Na jasnych, bujnych traw pościeli
pod słońce się gdzieniegdzie bieli
w zieleni martwy głaz.
Kazimierz Przerwa-Tetmajer, Widok ze Świnicy do Doliny Wierchcichej

## Epitet stały
Swoistym zjawiskiem jest epitet stały (łac. epitheton ornans), tzn. określenie zawsze odnoszone do tego samego zjawiska. Ten rodzaj epitetu występował przede wszystkim w poezji antycznej i epopejach (np. „szybkonogi Achilles”). Epitety stałe są charakterystyczne dla stylu homeryckiego, ze względu na ich obecność w eposach Homera. Epitety stałe to powtarzające się określenia, które uwypuklają główną cechę bohatera lub zjawiska. Często mają postać epitetu złożonego. Ponadto dla jednego bohatera lub cechy można przyporządkować więcej niż jeden stały epitet, np. „boski Achilles”, ale też „boski Hektor” i „szybkonogi Achilles”. Geneza epitetów stałych wiąże się prawdopodobnie z kulturą słowa mówionego – eposy były przekazywane przez wędrownych śpiewaków (aojdów), a powtarzalność i charakterystyczność epitetów stałych ułatwiała zapamiętanie określenia.

## Epitet złożony
Epitet złożony to taki wyraz określający, który powstał przez złożenie co najmniej dwóch wyrazów. Zazwyczaj jeden z tych wyrazów pochodzi od przymiotnika, a drugi od rzeczownika, często jest neologizmem. Przykładem może być „różanopalca Jutrzenka”, „miodousty pochlebca”. W poezji ten rodzaj epitetu szczególnie chętnie stosowany był w epoce Odrodzenia i Oświecenia.

## Epitet metaforyczny
Metafora zastosowana w epitecie może pełnić specyficzną rolę. Użyty w tej funkcji wyraz określający traci swe podstawowe znaczenie, przybiera zaś inne. Na przykład
Rwany trybami maszyn, żarty piecami hut
w żarzącej paszczy fabryk sprasowany zator
lud.
Julian Przyboś, Dynamo

## Epitet podmiotowy i przedmiotowy
Epitet podmiotowy (uczuciowy) jest to określenie, które wyraża emocjonalny stosunek autora do przedmiotu, np. złowróżbny znak, zniewalająca uroda. Natomiast epitet przedmiotowy podkreśla pewną cechę przedmiotu, ale bez nadawania mu wartości uczuciowej, np. „szybująca jaskółka”, „strome skały”.

## Epitet dynamiczny i statyczny
Dynamiczny epitet, ma najczęściej postać imiesłowu czynnego, ponieważ, w przeciwieństwie do statycznego, charakteryzuje on ruch przedmiotu, np. „uciekający kot”, „spadająca gwiazda”.

## Epitet barokowy
W epoce baroku poeci tworzyli bardzo rozbudowane epitety. Nie używali oni prostych określeń, lecz wyszukanych konstrukcji, składających się z wielu wyrazów
Twarde z wielkim żelazo topione kopotem,
Twardy dyjament żadnym nie pożyty młotem,
Twardy dąb wiekiem starym skamieniały,
Twarde skały, na morskie nie dbające wały:
Twardsza-ś ty, panno, której łzy me nie złamały,
Nad żelazo, dyjament, twardy dąb i skały
Jan Andrzej Morsztyn, Do Panny

## Epitettautologiczny
Jest to epitet będący powtórzeniem, określeniem wyrażającym oczywistą właściwość danego przedmiotu i w związku z tym nie wzbogacającym w żaden sposób wiedzy o nim. Epitet taki może stanowić tylko stylistyczny ozdobnik, np. „zimny lód”, „kruche szkło”, „słodki cukier” (pleonazm).

## Epitet zdobiący
Epitet ten, zwany również epitetem dekoratywnym (epitetum ornans) jest to określenie banalne i narzucające się przez swoją powszechność a przez to pozbawione większej ekspresji, przydające tylko taniej ozdobności stylowi. Przykłady: „zimna mogiła”, „srebrne gwiazdy”, „koralowe usta”.

## Epitet superlatywny
Jest to określenie, które przypisuje danemu przedmiotowi pewną cechę w najwyższym stopniu, np. „najpiękniejsza w świecie”, „najjaśniejsza gwiazda”.

## Epitet parzysty i wielokrotny
Epitet parzysty to przyporządkowanie jednemu przedmiotowi dwóch (w potrójnym trzech) określeń. W poezji epitet ten powtarzany kilkakrotnie nadaje wierszowi specyficzny rytm (paralelizm).
Przykład epitetu parzystego
Polały się łzy me czyste, rzęsiste
Na me dzieciństwo sielskie, anielskie,
Na moją młodość górną i durną,
Na mój wiek męski, wiek klęski; 
Polały się łzy me czyste, rzęsiste...
Adam Mickiewicz, Polały się...
Przykład epitetu potrójnego:
Cóż będę czynił w tak straszliwym boju,
Wątły, niebaczny, rozdwojony w sobie?
Mikołaj Sęp-Szarzyński, O wojnie naszej, którą wiedziemy z szatanem, światem i ciałem
Przykład epitetu poczwórnego:
Villon, our sad bad glad mad brother's name!
Algernon Charles Swinburne, A Ballad of François Villon, Prince of All Ballad-Makers
Określniki w epitecie wielokrotnym mogą być ze sobą zestrojone aliteracją:
The faint fresh flame of the young year flushes
From leaf to flower and flower to fruit,
Algernon Charles Swinburne, Atalanta in Calydon